# Anderson Cueto
Anderson Denyro Cueto Sánchez (ur. 24 maja 1989 w Limie) – peruwiański piłkarz występujący na pozycji pomocnika lub napastnika.

## Kariera klubowa

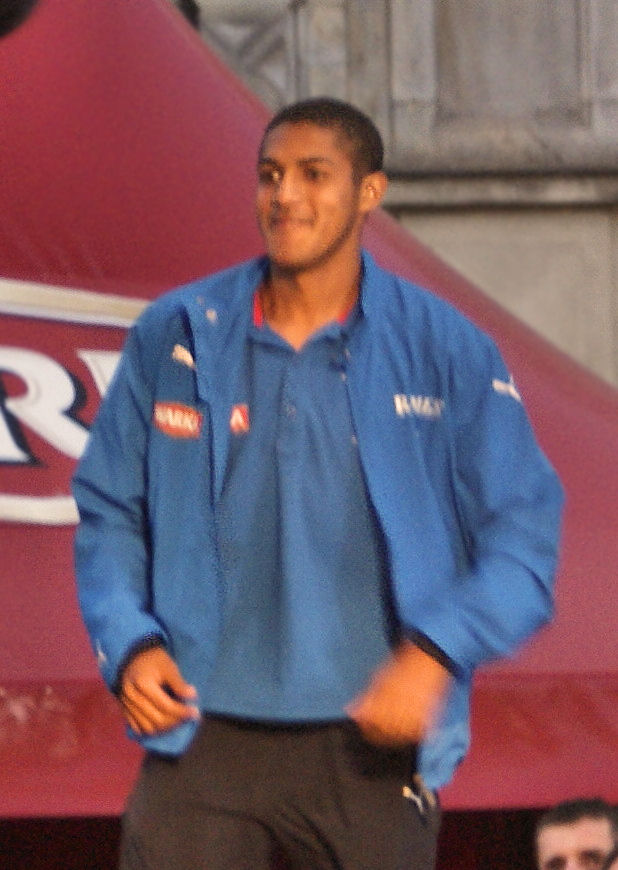
Cueto w barwach Lecha

W 2007 roku został włączony do składu pierwszej drużyny Club Sporting Cristal
, jednak nie zaliczył żadnego oficjalnego występu. Przed rozpoczęciem sezonu 2007/08 został zawodnikiem Lecha Poznań, trenowanego przez Franciszka Smudę. W jego barwach zadebiutował pod koniec lutego 2008 roku w wygranym 1:0 wyjazdowym pojedynku z Górnikiem Zabrze. 2 maja 2008 w meczu XXVIII kolejki Orange Ekstraklasy z Jagiellonią Białystok zdobył swoje dwa premierowe gole w polskiej lidze. W tym spotkaniu zaliczył także asystę przy bramce Marcina Zająca, zaś Kolejorz pokonał rywala 6:1.
W sezonie 2008/09 Cueto wystąpił łącznie w 27 spotkaniach Lecha, jednak tylko w sześciu z nich wybiegał na boisko w podstawowym składzie. Wraz z Kolejorzem sięgnął w maju 2009 roku po Puchar Polski, jednak w finale tych rozgrywek nie zagrał. Zaliczył również trzy występy w Pucharze UEFA w którym Lech dotarł do 1/16 finału, gdzie odpadł w rywalizacji z Udinese Calcio. W sezonie 2009/10, w którym zaliczył 6 ligowych występów, zdobył tytuł mistrza Polski. 21 maja 2010 poinformowano, że Lech zdecydował się rozwiązać z nim kontrakt.
Latem 2010 roku Cueto powrócił do Club Sporting Cristal. W latach 2011–2012 był graczem Club Juan Aurich, z którym zdobył mistrzostwo Peru. W sezonie 2013 był piłkarzem Alianzy Lima, gdzie rozegrał 12 spotkań. Jesienią 2013 roku odszedł do Realu Garcilaso, gdzie zanotował 10 ligowych występów. W latach 2015–2021 występował w Sport Boys Association, Sport Victoria, Club Juan Aurich, Pirata FC oraz Cultural Santa Rosa  w którym zakończył karierę.

## Kariera reprezentacyjna
W 2009 roku został powołany na Mistrzostwa Ameryki Południowej U-20, na których rozegrał 2 spotkania. Peru na tym turnieju przegrało wszystkie 4 spotkania grupowe i odpadło z rywalizacji.

## Sukcesy
Lech Poznań
- mistrzostwo Polski: 2009/10
- Puchar Polski: 2008/09

Club Juan Aurich
- mistrzostwo Peru: 2011